# Ewerthon
Ewerthon, nome completo Ewerthon Henrique de Souza (San Paolo, 10 giugno 1981), è un ex calciatore brasiliano, di ruolo attaccante.

## Caratteristiche tecniche
Nel 2001 è stato inserito nella lista dei migliori calciatori stilata da Don Balón.

## Carriera

### Club
Dopo aver esordito nel 1998 con il Corinthians, nel 1999 si trasferisce in prestito al Rio Branco. Tornato al Corinthians, rimane in rosa fino all'estate del 2001.
Nel 2001 si trasferisce infatti nella squadra tedesca del Borussia Dortmund, dove rimarrà per 4 stagioni prima di trasferirsi in Spagna, al Real Zaragoza per 2,3 milioni di euro.
In Spagna, segna 21 goal in 65 presenze. Due anni dopo viene mandato in prestito dapprima allo Stoccarda (rientrando a dicembre al Real Zaragoza), poi all'Espanyol, in cui si trasferisce nel gennaio 2008. Chiude la stagione col club catalano, prima di tornare nuovamente a Saragozza.
Nel 2010 scade il suo contratto con il club aragonese e torna in Brasile, al Palmeiras.
Il 6 gennaio 2011 rescinde consensualmente il contratto in scadenza a fine anno.
A luglio firma con il club ceceno del Terek Groznyj, squadra della Prem'er-Liga russa. La sua esperienza è da dimenticare. Il 9 gennaio 2012 rescinde consensualmente il contratto con la società.
Il 28 gennaio 2012 viene ingaggiato dall'Al-Ahly, club militante in Qatar Stars League. Qualche mese dopo viene ingaggiato dall'América-MG, facendo così ritorno in Brasile. Nel gennaio 2014 viene ingaggiato dall'Atlético Sorocaba.

### Nazionale
Ha esordito con la Nazionale brasiliana nel 2001, e ha partecipato alla Copa América 2001. Conta sette presenze in maglia verdeoro.

## Statistiche

### Presenze e reti nei club
| Stagione                 | Squadra                  | Campionato               | Campionato | Campionato | Totale   | Totale |
| Stagione                 | Squadra                  | Campionato               | Presenze   | Reti       | Presenze | Reti   |
| ------------------------ | ------------------------ | ------------------------ | ---------- | ---------- | -------- | ------ |
| 1998                     | Corinthians              | A                        | 11         | 4          | 11       | 4      |
| gen.-mag. 1999           | Rio Branco               | A                        | 22         | 8          | 22       | 8      |
| mag.-dic. 1999           | Corinthians              | A                        | 4          | 0          | 4        | 0      |
| 2000                     | Corinthians              | A                        | 11         | 3          | 11       | 3      |
| gen.-set. 2001           | Corinthians              | A                        | 5          | 0          | 5        | 0      |
| Totale Corinthians       | Totale Corinthians       | Totale Corinthians       | 20         | 3          | 20       | 3      |
| 2001-2002                | Borussia Dortmund        | BL                       | 27         | 10         | 27       | 10     |
| 2002-2003                | Borussia Dortmund        | BL                       | 33         | 11         | 33       | 11     |
| 2003-2004                | Borussia Dortmund        | BL                       | 31         | 16         | 31       | 16     |
| 2004-2005                | Borussia Dortmund        | BL                       | 28         | 10         | 28       | 10     |
| Totale Borussia Dortmund | Totale Borussia Dortmund | Totale Borussia Dortmund | 119        | 47         | 119      | 47     |
| 2005-2006                | Real Saragozza           | PD                       | 37         | 12         | 37       | 12     |
| 2006-2007                | Real Saragozza           | PD                       | 32         | 9          | 32       | 9      |
| Totale Real Saragozza    | Totale Real Saragozza    | Totale Real Saragozza    | 65         | 21         | 65       | 21     |
| lug.-dic. 2007           | Stoccarda                | BL                       | 11         | 1          | 11       | 1      |
| dic. 2007-gen. 2008      | Real Saragozza           | PD                       | 6          | 4          | 6        | 4      |
| gen.-giu. 2008           | Espanyol                 | PD                       | 8          | 1          | 8        | 1      |
| 2008-2009                | Real Saragozza           | SD                       | 36         | 28         | 36       | 28     |
| 2009-2010                | Real Saragozza           | PD                       | 10         | 2          | 10       | 2      |
| Totale Real Saragozza    | Totale Real Saragozza    | Totale Real Saragozza    | 46         | 30         | 46       | 30     |
| feb.-dic. 2010           | Palmeiras                | A                        | 29         | 8          | 29       | 8      |
| gen.-giu. 2011           | Terek Groznyj            | PL                       | 6          | 1          | 6        | 1      |
| gen.-giu. 2011           | Al-Alhy Doha             | QSL                      | 5          | 0          | 5        | 0      |
| ago. 2012-gen. 2013      | América                  | A                        | 14         | 3          | 14       | 3      |
| gen.-mag. 2014           | Sorocaba                 | ?                        | ?          | ?          | ?        | ?      |
| Totale carriera          | Totale carriera          | Totale carriera          | 362        | 131        | 362      | 131    |

### Cronologia presenze e reti in nazionale
| Cronologia completa delle presenze e delle reti in nazionale ― Brasile | Cronologia completa delle presenze e delle reti in nazionale ― Brasile | Cronologia completa delle presenze e delle reti in nazionale ― Brasile | Cronologia completa delle presenze e delle reti in nazionale ― Brasile | Cronologia completa delle presenze e delle reti in nazionale ― Brasile | Cronologia completa delle presenze e delle reti in nazionale ― Brasile | Cronologia completa delle presenze e delle reti in nazionale ― Brasile | Cronologia completa delle presenze e delle reti in nazionale ― Brasile |
| Data                                                                   | Città                                                                  | In casa                                                                | Risultato                                                              | Ospiti                                                                 | Competizione                                                           | Reti                                                                   | Note                                                                   |
| ---------------------------------------------------------------------- | ---------------------------------------------------------------------- | ---------------------------------------------------------------------- | ---------------------------------------------------------------------- | ---------------------------------------------------------------------- | ---------------------------------------------------------------------- | ---------------------------------------------------------------------- | ---------------------------------------------------------------------- |
| 25-4-2001                                                              | San Paolo                                                              | Brasile                                                                | 1 – 1                                                                  | Perù                                                                   | Qual. Mondiali 2002                                                    | -                                                                      |                                                                        |
| 15-7-2001                                                              | Cali                                                                   | Brasile                                                                | 2 – 0                                                                  | Perù                                                                   | Coppa America 2001 - 1º turno                                          | -                                                                      |                                                                        |
| 18-7-2001                                                              | Cali                                                                   | Brasile                                                                | 3 – 1                                                                  | Paraguay                                                               | Coppa America 2001 - 1º turno                                          | -                                                                      | 44’                                                                    |
| 13-7-2003                                                              | Città del Messico                                                      | Messico                                                                | 1 – 0                                                                  | Brasile                                                                | Gold Cup 2003 - 1º turno                                               | -                                                                      | 53’                                                                    |
| 15-7-2003                                                              | Città del Messico                                                      | Honduras                                                               | 1 – 2                                                                  | Brasile                                                                | Gold Cup 2003 - 1º turno                                               | -                                                                      | 72’                                                                    |
| 23-7-2003                                                              | Miami                                                                  | Stati Uniti                                                            | 1 – 2 gg                                                               | Brasile                                                                | Gold Cup 2003 - Semifinale                                             | -                                                                      | 86’                                                                    |
| 27-7-2003                                                              | Città del Messico                                                      | Brasile                                                                | 0 – 1 gg                                                               | Messico                                                                | Gold Cup 2003 - Finale                                                 | -                                                                      | 90+1’                                                                  |
| Totale                                                                 |                                                                        | Presenze                                                               | 7                                                                      |                                                                        | Reti                                                                   | 0                                                                      |                                                                        |

## Palmarès

### Club

#### Competizioni statali
- Campeonato Paulista: 1

Corinthians: 1999

#### Competizioni nazionali
- Campionato brasiliano: 2

Corinthians: 1998, 1999
- Campionato tedesco: 1

Borussia Dortmund: 2001-2002

#### Competizioni internazionali
- Coppa del mondo per club: 1

Corinthians: 2000

### Nazionale
- Sudamericano Under-20: 1

2001